# Indargarh
Indargarh fou un estat tributari protegrit de l'Índia, un jagir de Kotah regit per una dinastia chahuan. El formaven 92 pobles i 26.208 habitants (1891).
La dinastia local té el seu ancestre en Ratan Singh de Bundi (1608-1632) el fill del qual Rao Madan Singh fou rao de Kotah (1631-1636); el seu germà Kunwar Gopinath Singh va tenir tres fills, el primer Chatra Singh fou raja a Bundi (1632-1658), i el segon Indra Sal fou el fundador d'Indargarh (que portà el seu nom). El va succeir el seu fill Gaj Singh i a aquest un fill seu; a la segona meitat del segle XIX regnava Sangram Singh que no va tenir fills i va adoptar a Sher Singh (fill del maharaja de Chhapol) que va pujar al tron el 1879; al seu torna tampoc va tenir fills i va adoptar a Sumer Singh de la familia de Chhapol; no va tenir fills mascles i el va succeir el 1949 el seu filla adoptiu Bhagwati Singh fill del Maharaja Balbir Singhji de Khatoli. Els jagirs forens abolitas després de 1950.